# 切斯特 (密西西比州)
切斯特（英語：Chester）是位於美國密西西比州喬克托縣的非建制地區。

## 歷史
切斯特的郵局於1876年設立，其後於1959年停運。

## 地理
切斯特所處的海拔為高於海平面162米（即531英呎），而該地所採用的時區為UTC-6，即北美中部時區（CST）。同時該地設有夏令時間，為UTC-6調快一小時，即UTC-5（CDT）。